# NGC 5225
NGC 5225 é uma galáxia espiral (S) localizada na direcção da constelação de Canes Venatici. Possui uma declinação de +51° 29' 27" e uma ascensão recta de 13 horas, 33 minutos e 20,0 segundos.
A galáxia NGC 5225 foi descoberta em 26 de Abril de 1789 por William Herschel.